# Матч СРСР — США — Канада з легкоатлетичних багатоборств 1979
Матч СРСР — США з легкоатлетичних багатоборств 1979 був проведений 11-12 серпня в Квебеку в межах тристоронньої матчевої зустрічі радянських, американських та канадських багатоборців.
Основна матчева зустріч між збірними СРСР та США 1979 року не проводилась.

### Результати
| Місце | Атлет              | Результат |
| ----- | ------------------ | --------- |
| 1     | Роберт Коффманн    | 8274      |
| 2     | Костянтин Ахапкін  | 8141      |
| 3     | Олександр Невський | 8057      |
| 4     | Володимир Буряков  | 8005      |
| 5     | Віктор Грузенкін   | 7998      |
| 6     | Джон Кріст         | 7921      |
| 7     | Тину Каукіс        | 7869      |
| 8     | Олександр Шабленко | 7750      |
| 9     | Майкл Гілл         | 7665      |
| 10    | Маурісіо Бардалес  | 7434      |
| 11    | Роберт Таун        | 7183      |
| 12    | Ел Норскотт        | 6641      |
| 13    | Гері Віпфлер       | 6619      |
| 14    | Джон Гембл         | 6447      |
| 15    | Зенон Смєховські   | 6416      |
| 15    | Гордон Орліков     | 6045      |
| 16    | Cтів Кемп          | 5982      |
| —     | Юрій Куценко       | DNF       |
| —     | Джон Воркентін     | DNF       |
| —     | Фред Самара        | DNF       |
| —     | Джон Вітсон        | DNF       |
| —     | Стів Джекобс       | DNF       |
| —     | Олександр Гребенюк | DNF       |
| —     | Володимир Немогаєв | DNF       |

| Місце | Атлетка             | Результат |
| ----- | ------------------- | --------- |
| 1     | Катерина Смирнова   | 4834      |
| 2     | Надія Корякіна      | 4497      |
| 3     | Тетяна Шлапакова    | 4481      |
| 4     | Галина Однодворкіна | 4209      |
| 5     | Джілл Росс          | 4183      |
| 6     | Карен Пейдж         | 4129      |
| 7     | Даян Джонс          | 3821      |
| 8     | Мері Харрінгтон     | 3807      |
| 9     | Тереза Сміт         | 3788      |
| 10    | Сьюзан Браунелл     | 3783      |
| 11    | Джоан Расселл       | 3767      |
| 12    | Меггі Вудс          | 3729      |
| 13    | Бренда Вілсон       | 3656      |
| —     | Джейн Фредерік      | DNF       |
| —     | С. Купер            | 3604      |

## Командний залік
За регламентом змагань, для визначення першості складались 6 найкращих результатів десятиборців та 3 найкращі результати у жіночому п'ятиборстві.
|               | СРСР   | США    | Канада |
| ------------- | ------ | ------ | ------ |
| Десятиборство | 47 820 | 31 294 | 39 344 |
| П'ятиборство  | 13 812 | 12 133 | 11 378 |